# 東潮市
东潮市（越南语：／）是越南广宁省下辖的一个市。面积395.95平方千米，2024年人口248896人。

## 地理
东潮市靠近涇柴江，北邻北江省山洞县，西接海阳省至灵市，西南接荆门市社，南接海防市水源市。

## 历史
陈朝时期，东潮隶属新興府。属明时期，东潮为新安府东潮州东潮县。后黎朝时期，东潮县隶属海阳处荆门府。
成泰二年（1890年），殖民政府设置东潮道，统辖东潮、至灵、水源三县。次年（1891年），东潮道撤销，东潮县复归海阳省管辖。
1947年7月9日，北越政府将东潮县划归广安省管辖。
1955年2月22日，鸿基特区与廣安省合并设立鸿广区。东潮县随之划归鸿广区管辖。
1959年1月28日，东潮县划归海阳省管辖。
1961年10月27日，东潮县再次划归鸿广区管辖。
1963年10月30日，鸿广区与海宁省合并为广宁省，省莅鸿基市社。东潮县随之划归广宁省管辖。
1986年5月17日，范鸿泰社分设为鸿泰西社和鸿泰东社。
2011年5月18日，帽溪市镇被评定为四级城镇。
2015年3月11日，东潮县改制为东潮市社；东潮市镇改制为东潮坊，帽溪市镇改制为帽溪坊，德政社改制为德政坊，兴道社改制为兴道坊，春山社改制为春山坊，金山社改制为金山坊。
2019年9月11日，黄桂社改制为黄桂坊，鸿丰社改制为鸿丰坊，长安社改制为长安坊，安寿社改制为安寿坊。
2024年9月28日，越南国会常务委员会通过决议，自2024年11月1日起，东潮市社改制为东潮市，新越社并入越民社，东潮坊并入德政坊，平阳社改制为平阳坊，水安社改制为水安坊，平溪社改制为平溪坊，安德社改制为安德坊。

## 行政区划
东潮市下辖13坊6社，市人民委员会位于德政坊。
- 平阳坊（Phường Bình Dương）
- 平溪坊（Phường Bình Khê）
- 德政坊（Phường Đức Chính）
- 黄桂坊（Phường Hoàng Quế）
- 鸿丰坊（Phường Hồng Phong）
- 兴道坊（Phường Hưng Đạo）
- 金山坊（Phường Kim Sơn）
- 帽溪坊（Phường Mạo Khê）
- 水安坊（Phường Thuỷ An）
- 长安坊（Phường Tràng An）
- 春山坊（Phường Xuân Sơn）
- 安德坊（Phường Yên Đức）
- 安寿坊（Phường Yên Thọ）
- 安生社（Xã An Sinh）
- 鸿泰东社（Xã Hồng Thái Đông）
- 鸿泰西社（Xã Hồng Thái Tây）
- 阮惠社（Xã Nguyễn Huệ）
- 长良社（Xã Tràng Lương）
- 越民社（Xã Việt Dân）

## 交通
东潮市位于克下铁路线上，有东潮站、帽溪站两个火车站。又有帽溪一个工业河港直通南海，326省道贯通全市。

## 经济
东潮市除煤铁工业外，其他工业部门也发展很快，农林业也能自给。

## 教育
广宁工业大学位于东潮市。

## 风景及古迹
东潮市的主要景点有琼林寺、白马庙、湖天寺、黎真祠、糜山寺和溪茶湖风景区等。